# Как попало!
«Как попало» (англ. So Random!) — комедийный сериал, созданный Стивом Мармеллом. Рассказывается о скетч-шоу «Как попало!». Транслировался с 5 июня 2011 года по 25 марта 2012 в США. Дата премьеры в России — 24 сентября 2011 год, регулярный показ — с 12 ноября 2011 года. 31 декабря 2011 года показ «Как попало!» приостановлен, в связи с переходом на эфирное вещание и показом более ранних серий (1 сезон «Дайте Санни шанс»). 16 сентября 2012 года показ сериала «Как попало!» стартует на ТК «Дисней» федерального вещания.

## Производство
Как уже известно Деми Ловато покинула сериал «Дайте Санни шанс», потому что Деми попала в реабилитационный центр с пищевым расстройством, булимией и биполярным расстройством. После выхода из больницы она ушла из сериала «Дайте Санни шанс».

## Персонажи

Актёры Как попало!
(Слева направо): Стерлинг Найт, Тиффани Торнтон, Эллисон Эшли Арм, Даг Брошу и Брэндон Майкл Смит.

### Главные
- Тиффани Торнтон в роли Тони Харт — девушка из Как попало!. Помешана на своей внешности, не может прожить и дня без того, чтобы взглянуть в зеркало. (Озвучивает Вероника Саркисова.)
- Стерлинг Найт в роли Чеда Дилана Купера — тинейджер-сердцеед, считает себя центром вселенной, всегда получает то, что хочет. Раньше имел собственный сериал Водопады МакКензи, где играл главную роль. (Озвучивает Илья Хвостиков.)
- Брэндон Майкл Смит в роли Нико Харриса — парень из Как попало!, лучший друг Грейди. Любит дурачиться. В его запасе всегда есть безумные идеи. (Озвучивает Дмитрий Курта.)
- Даг Брошу в роли Грейди Митчелла — парень из Как попало!, лучший друг Нико. Любит дурачиться. Не отличается сообразительностью. (Озвучивает Диомид Виноградов.)
- Эллисон Эшли Арм в роли Зоры Ланкастер — одна из самых молодых актрис в Как попало!. Очень хитрая. Любит шпионить и пугать своих коллег. Абсолютно все опасаются её, но никто не догадывается о том, что внутри она ещё ребёнок. (Озвучивает Ольга Шорохова.)
- Майкл-Дин Рустерс в роли Джимми Джонсон — тинейджер-сердцеед, любит играть в видеоигры, периодически оскорбляет Нико и Грейди, считает их «лузерами», встречается с Памелой Ломмер. (Озвучивает Владимир Крычалов.)

### Второстепенные
- Matthew Scott Montgomery[2]
- Шэйн Топп[2]
- Дамьен Хаас[2]
- Грейс Бэннон[2]
- Бриджит Шергаллис[2]
- Одри Витбай[2]
- Коко Джонс[2]

## Гости
1. Коди Симпсон[2]
2. Грейсон Ченс[2]
3. Selena Gomez & the Scene[2]
4. Митчел Муссо[2]
5. Тони Хоук[2]
6. Коко Джонс[2]
7. Джейкоб Латимор[2]
8. Mindless Behavior[англ.][2]
9. Colbie Caillat[2]
10. Far East Movement[2]
11. Kicking Daisies[2]
12. Дэйв Дэйз[3]
13. Hot Chelle Rae[4] и Челси Кэйн
14. Мисс Пигги
15. Iyaz and Mann, performing «Pretty Girls»
16. Lemonade Mouth[англ.][5]
17. Ли-Эллин Бейкер и Миа Талерико (Эми и Чарли Данкан)
18. Джастин Бибер Mistletoe
19. Christina Grimmie
20. Andy Grammer
21. Дилан и Коул Спроус
22. The Ready Set
23. Чайна Энн Макклейн
24. The New Boyz
25. Shane Harper
26. Destinee & Paris
27. Лимонадный рот:Адам Хикс, Бриджит Мендлер

## Скетчи

### Коди Симпсон
- All-Star Wheel of Fortune
- Helmet Ninjas
- Zombie Man
- Rufus: Kid with Excuses
- Tantrum Girl on Ponies

### Грейсон Ченс
- Socks with Sandals
- Learning Spanish with Reynaldo Rivera
- The Sparrow Family
- Bedazzle Zit
- The I’m Going To Marry Zach Feldman Show

### Селена Гомес
- Schooled by Grammar
- Teen Rage
- Lil' Texters
- Olaf Glutella: Fake Foreign Exchange Student
- Garlic Garden
- Sag Down Smackdown

### Митчел Муссо
- Strawberry Shortbread Saves The Earth
- Guac-A-Mole
- Possibly Sarcastic Skip
- Roadkill McGill’s Roadside Diner
- Carnival Games
- The Real Princesses of New Jersey

### Тони Хоук
- Let’s Touch Animals with Lori Bedletter
- Braggy Benson
- Tantrum Girl on Recess
- Lunch Lady Selects
- School Announcements
- Ooh, Yeah, Uhh… No

### Коко Джонс
- Bracey Girlz Rap
- Sally Jenson: Kid Lawyer
- Nolan
- Angus: Supermodel from Down Under
- The Back Up Singers

### Джайкоб Латимор
- Ketchup on Everything
- Rufus: The Movies
- Passive Animal People
- Sally Jenson: Kid Lawyer
- The Back Up Singers
- The Sparrow Family

### Mindless Behaviour
- Akward Years Cocoon
- The Coolest Kid in School
- Mr. McNamara
- The Platowski Brothers
- The Pig’s Speech
- This May Hurt a Bit

### Колби Кэйллат
- The iPatch
- Angus Comes to Dinner
- Cheereleader Tryouts
- The Coolest Kid in School

### Far East Movement
- Harry Potter in the Real World
- P-Brain’s No Pain Bad News Auto Tuner
- Teen Rage: Making a Music Video
- Moon Landing Bloopers
- Zombie Man

### Kicking Daisies
- Crazy Carson’s Lost 'n Found
- Project Airport Runway
- Simple Country Boy
- Flash Mob: China Shop
- Your Daughters Closet

### Дэйв Дэйс
- All Magical Student Wheel of Fortune
- Teachers, Don’t Try To Be Cool
- Ice Heels
- Vampire Kittens
- Chilly Slab Ice Creamery

### Челси Кэйн и Hot Chelle Rae
- Dance Fever
- Nolan Knows Best
- Sunglass Sas-Off
- VoldeMarts

Joe Jonas and Demi Lovato

## Музыка

### Как попало!
- So Random! — Brandon Mychal Smith
- Socks With Sandals — Doug Brochu Ft. Brandon Mychal Smith
- M.C. Grammar — Brandon Mychal Smith Ft. Tiffany Thornton, Sterling Knight, and Shayne Topp.
- «Bracey Girrlz Rap» by Bracey Girrlz — Allisyn Ashley Arm and Grace Bannon ft. Brandon Mychal Smith and Damien Hass with a voice by Audrey Whitby
- «Ketchup on Everything» by Tomato Sue and the Posse — Allisyn Ashley Arm, ft. Brandon Mychal Smith, Doug Brochu, Coco Jones, Tiffany Thorton, Shayne Topp, Sterling Knight, Damien Johassan

### Гости
- «All Day» — Коди Симпсон
- «Waiting Outside The Lines» — Greyson Chance
- «Who Says» — Selena Gomez & The Scene
- «Get Away» — Митчелл Муссо
- «Stand Up» — Coco Jones
- «Like 'Em All» — Jacob Latimore
- «My Girl» — Mindless Behavior
- «Brighter Than the Sun» — Colbie Caillat
- «Rocketeer» — Far East Movement
- «Keeping Secrets» — Kicking Daisies
- «What Does it Take» — Dave Days
- «Tonight Tonight» — Hot Chelle Rae